# Paderborn
Paderborn (ve vestfálské dolnoněmčině: Paterboärn) je město v severozápadním Německu. Je střediskem zemského okresu Paderborn. Žije zde přibližně 156 tisíc obyvatel.

## Poloha
Město se nachází ve východní části spolkové země Severní Porýní-Vestfálsko, západně od Teutoburského lesa. Současné hranice města pocházejí z roku 1975, kdy se následkem územní reformy zvětšil počet obyvatel o polovinu a překročil tak hranici 100 000.
Paderborn leží na železniční trati Hamm–Kassel, mimo trasy rychlovlaků ICE.

## Dějiny a kultura
Název města je odvozován od říčky Pader, přítoku řeky Lippe, považované za nejkratší v Německu (4 km), která pramení na území města; Paderborn získal název od jejího pramene (patris brunna). První písemná zmínka o osídlení v místě pramene je z roku 777, tedy z doby Karla Velikého, který sem několikrát svolal říšský sněm. Od roku 799, kdy se zde Karel Veliký setkal s papežem Lvem III. (ten jej dalšího roku korunoval na římsko-německého císaře), zde sídlilo biskupství, zrušené roku 1804. Roku 1930 bylo obnoveno jako arcibiskupství, pod něž spadají také diecéze Erfurt, Fulda a Magdeburg.
Roku 1028 byl Paderborn poprvé zmíněn jako město, roku 1254 již byl městem hanzovním a obehnán kamennou hradbou, z níž se dochovaly zbytky s jednou válcovou věží.

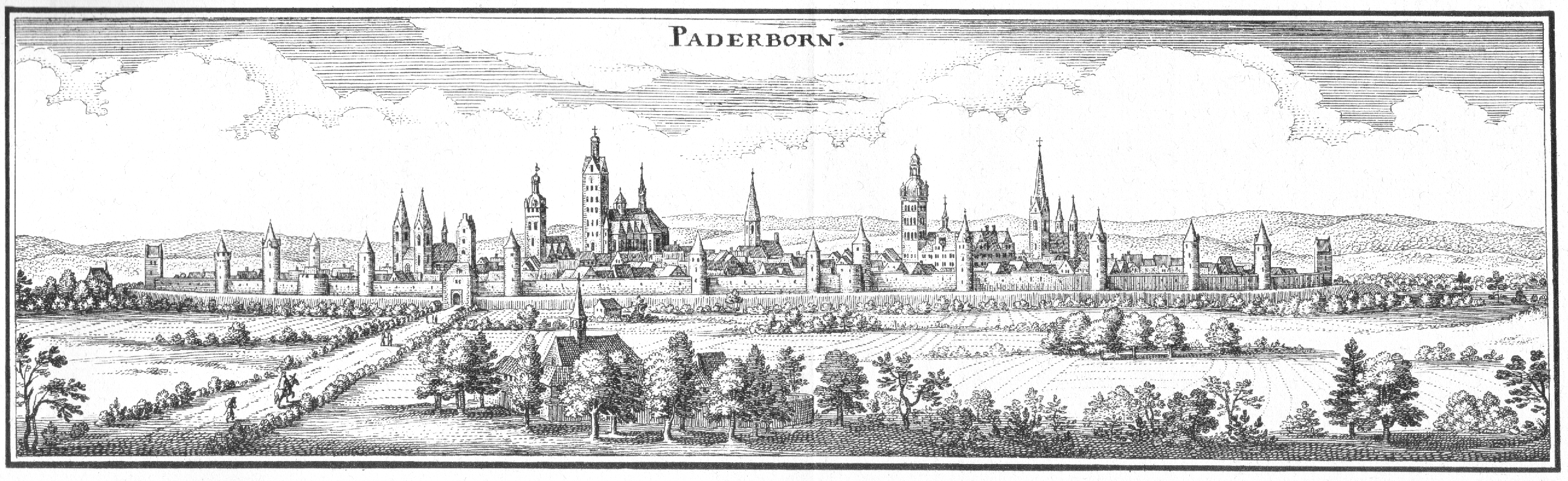
Panorama Paderbornu na Merianově mědirytině (1647)

Roku 1614 byla v Paderbornu založena první univerzita ve Vestfálsku, kterou vedli jezuité, stejně jako gymnázium Theodorianum, a teprve v roce 1917 byla ustavena univerzita jako státní. Nyní působí jako samostatná teologická fakulta. Nová univerzita byla založena roku 1972.
Město bylo těžce poškozeno koncem druhé světové války. V letech 1944-1945 spojenci vybombardovali 85 procent zástavby. Od 31. března do 1. dubna 1945 se zde odehrála bitva mezi americkou 3. obrněnou divizí a německou SS-Ersatz Panzer Brigade Westfalen, v níž byly užity tanky i plamenomety. Během 50. a 60. let bylo město znovu postaveno, a stalo se hlavním průmyslovým městem celého vestfálska. Až do roku 2020 zde sídlila britská vojenská posádka.
20. května 2022 Paderborn zasáhlo ničivé tornádo, které během několika minut strhalo střechy domů a zanechalo 38 zraněných obyvatel.

## Ekonomika
Zdejší průmysl je silné zaměřen na informační technologie.

## Pamětihodnosti

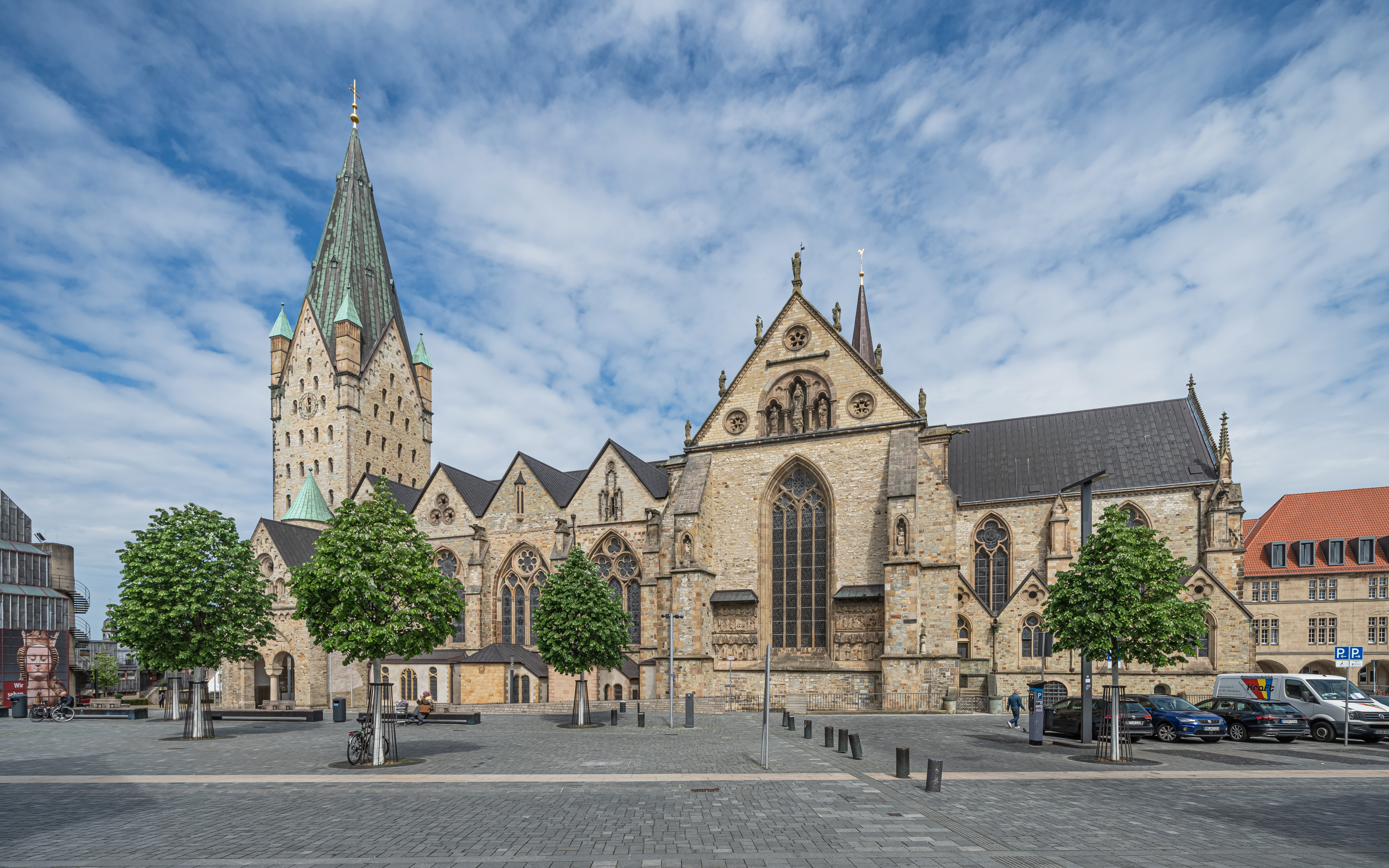
Katedrála v Paderbornu

- Katedrála Panny Marie, sv. Libora a sv. Kiliána, nazývaná Paderbornský dóm, nejvýznamnější historická památka města, stavba karolinské budovy s dómskou školou začala roku 799 současně se založením biskupství. Dominantou je 93 m vysoká západní věž v románském slohu z počátku 13. století. V kryptě jsou uloženy ostatky místního patrona sv. Libora, přinesené roku 836 z Le Mans. Zajímavostí je pozdně gotické okno z počátku 16. století, tzv. Dreihasenfenster, které zobrazuje trojici zajíců spojených ušima tak, že ze tří uší tvořících trojúhelník náleží každému zajíci dvě. Výjev zřejmě symbolizuje nedělitelnost Svaté Trojice, přestože jde o prastarý symbol.[3] Ke katedrále přiléhá moderní budova Biskupského diecézního muzea s velkou sbírkou obrazů, soch, precios a parament.
- Abdinghofskirche- kostel sv. Petra a Pavla ve dvoře Abdinghof je jediným pozůstatkem opatství benediktinů, založeného v 11. století, románská stavba vznikla po požáru města z r. 1058, v kryptě je figurální náhrobek biskupa Meinwerka; klášter byl roku 1803 zrušen a poté roku 1805 vydrancován francouzským vojskem; později zbořen.
- Kostel sv. Oldřicha  románská stavba na půdorysu řeckého kříže s mohutnou osmibokou románskou věží z let 1170/1180, hlavní průčelí se sochou sv. Oldřicha jsou pozdně barokní z let 1745-1748
- Zámek Neuhaus zámek na čtvercovém půdorysu se 4 nárožními válcovými věžemi typický sloh weserské renesance
- Renesanční radnice - stavba z let 1613-1620, se sloupovým portikem a třemi štíty, poznávací znamení města
- Liborianum - barokní stavba s věží, původně klášterní kostel kapucínů, později chlapecký seminář
- Zámek Wewer - barokní stavba s novogotickou kaplí

### Kultura
Paderhalle je původně opera, nyní multifunkční kulturní zařízení, ve stylu brutalismu ji navrhl arch. Hardt-Waltherr Hämer. Městské divadlo má rovněž moderní budovu.

### Sport
- Místní fotbalový klub SC Paderborn 07 působí v sezóně 2020/21 ve 2. Bundeslize, druhé nejvyšší německé soutěži.
- Odehrává se zde děj mise v počítačové hře Return to Castle Wolfenstein.

## Slavní rodáci
- Fridrich Sertürner, lékárník, který roku 1804 jako první z opia izoloval morfium.

## Galerie

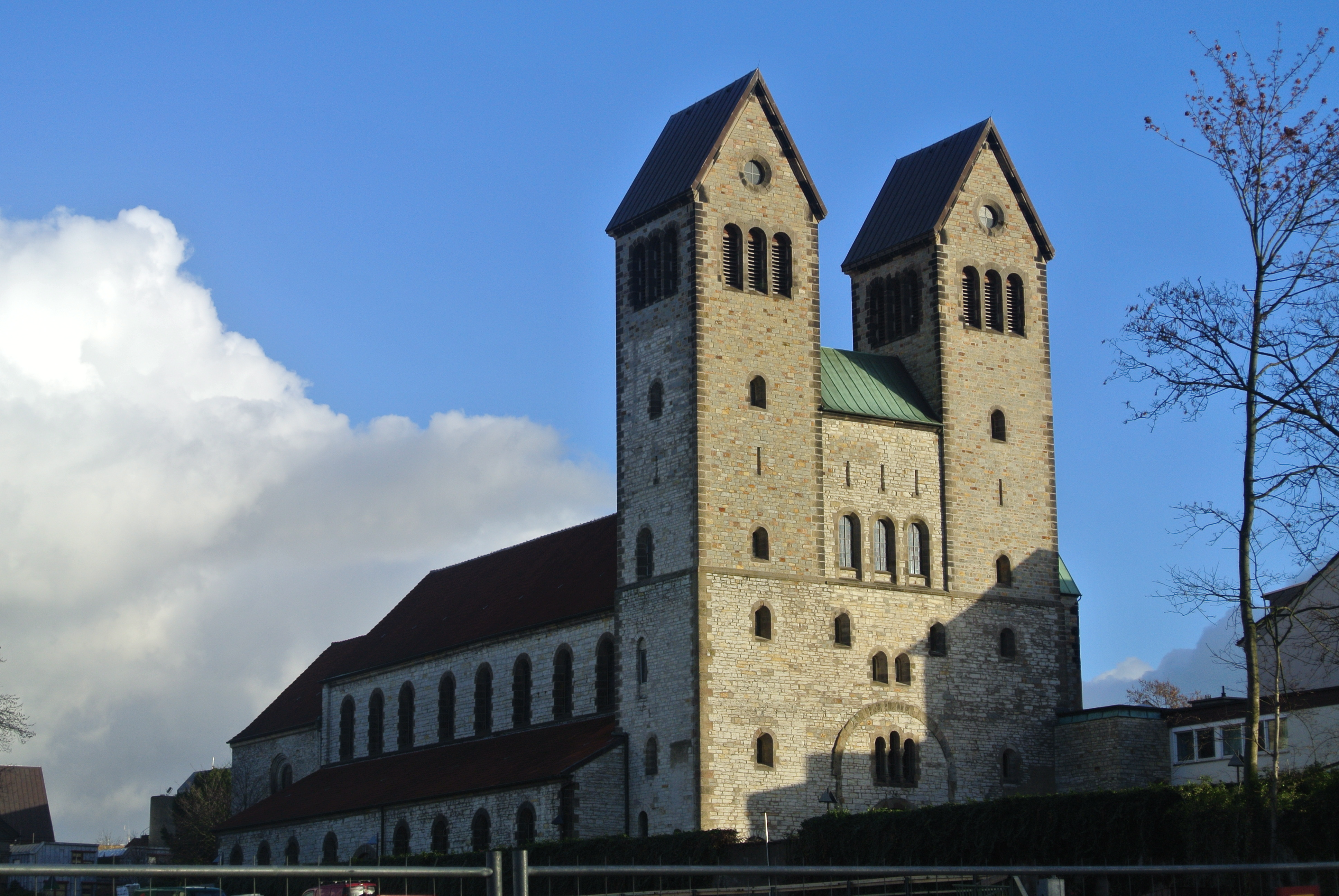
Abdinghofkirche
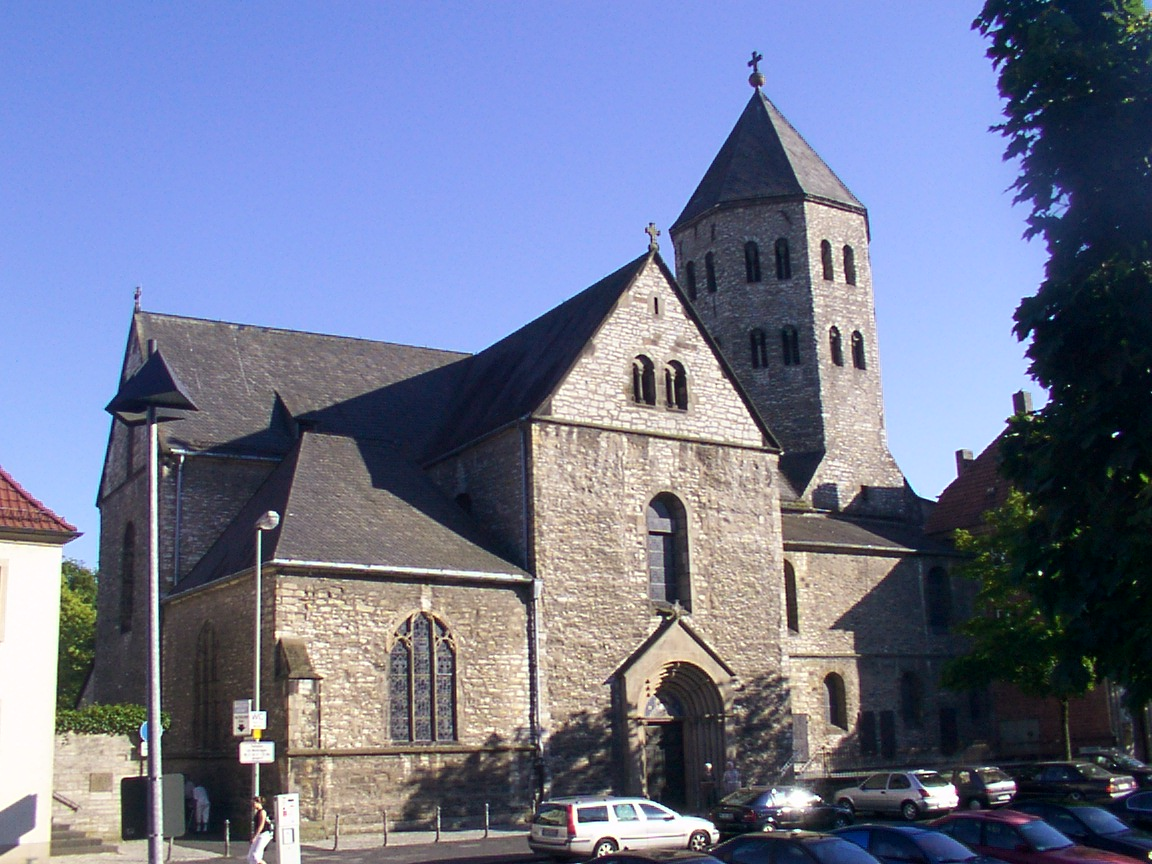
Kostel sv. Oldřicha (kolem 1180)
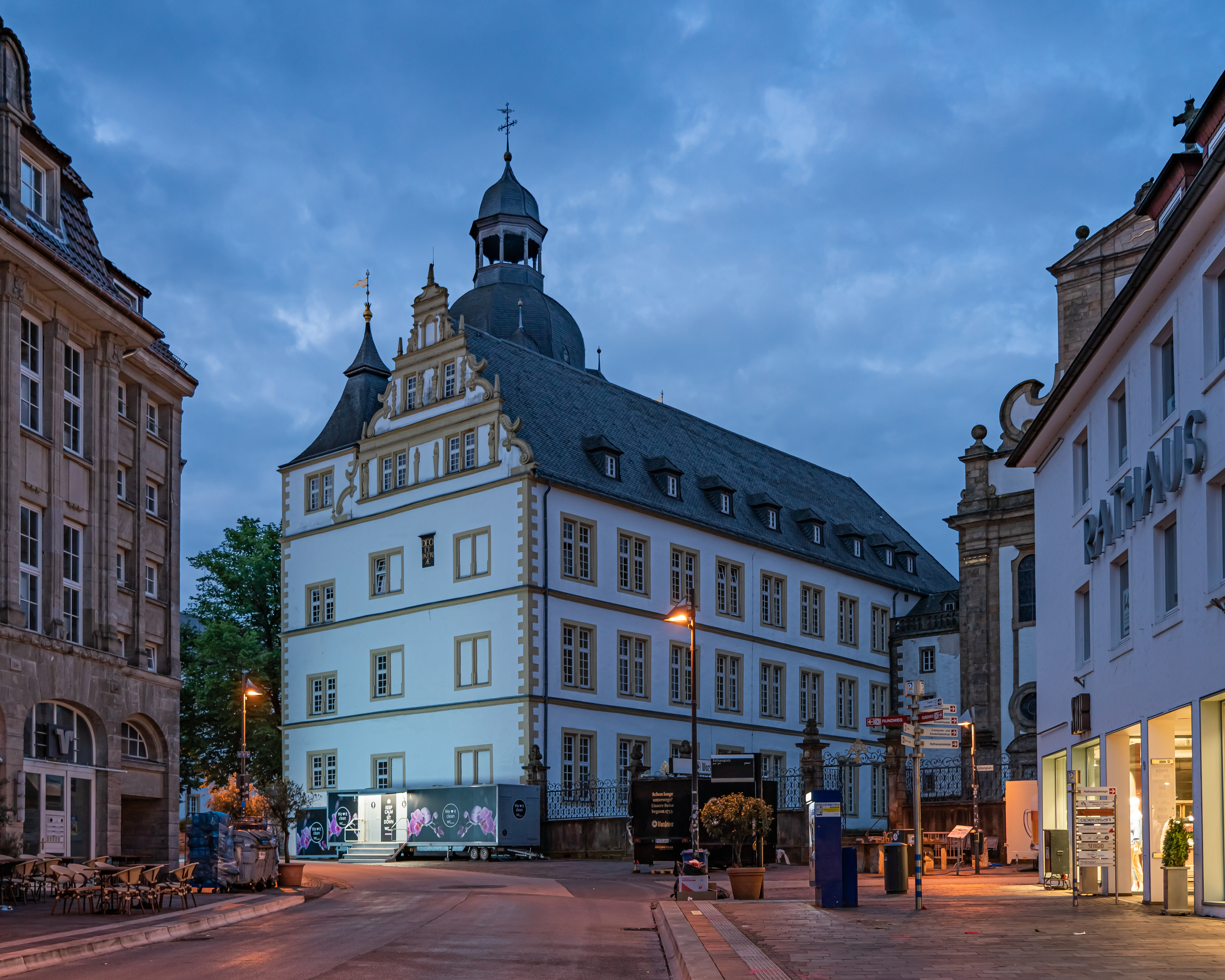
Theodorianum (1614)
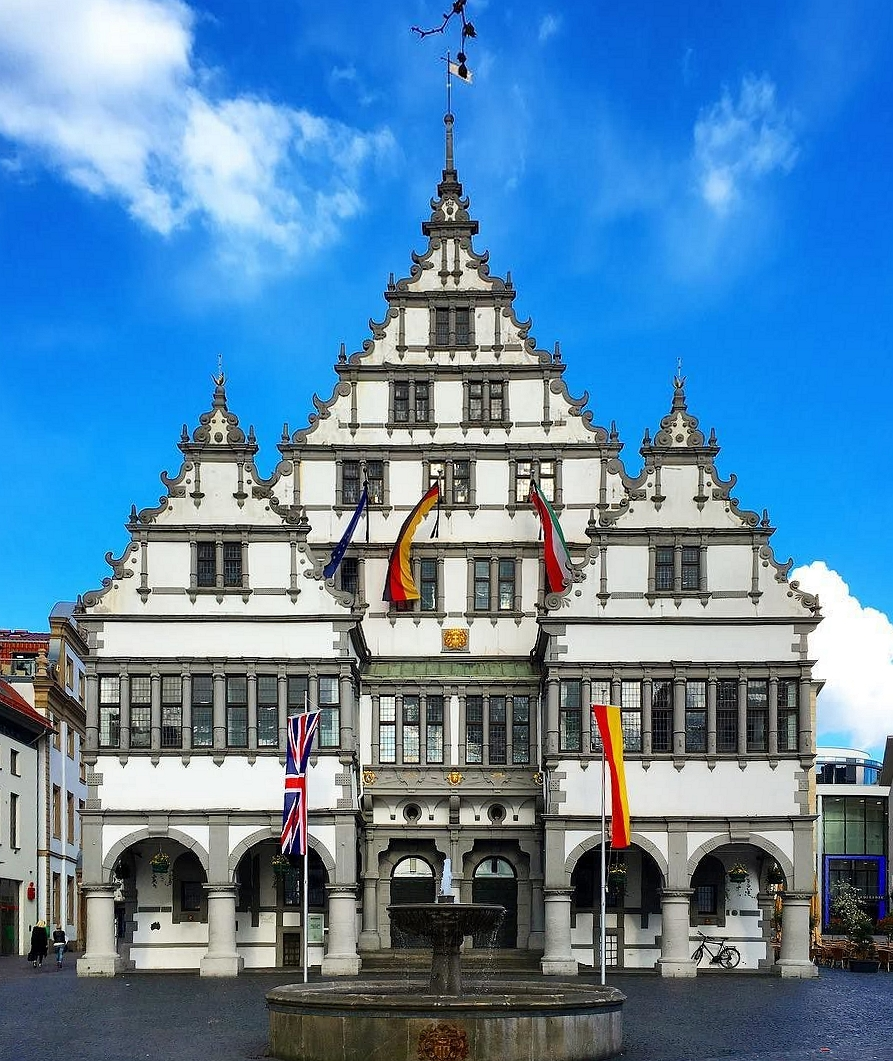
Radnice
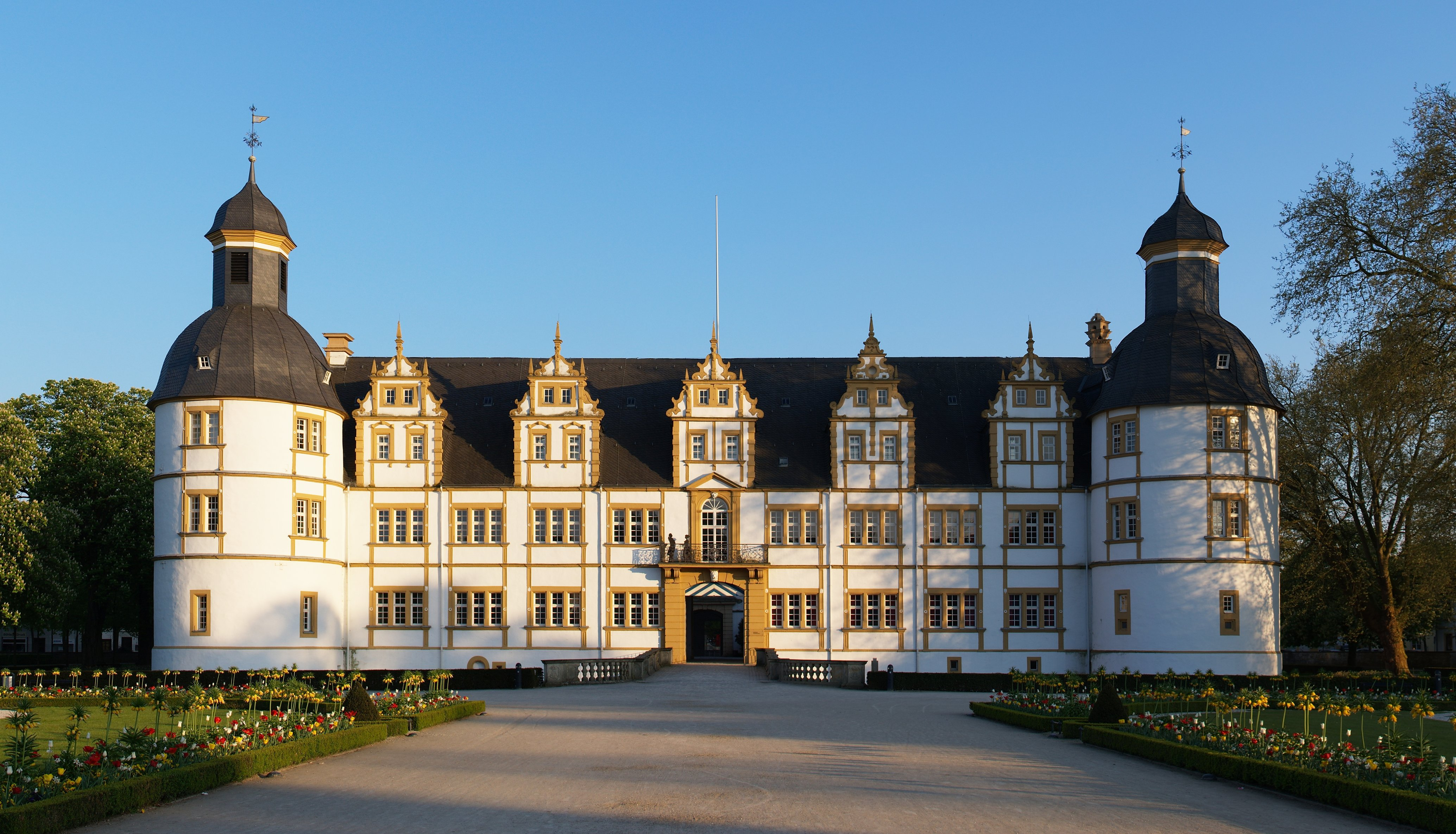
Zámek Neuhaus
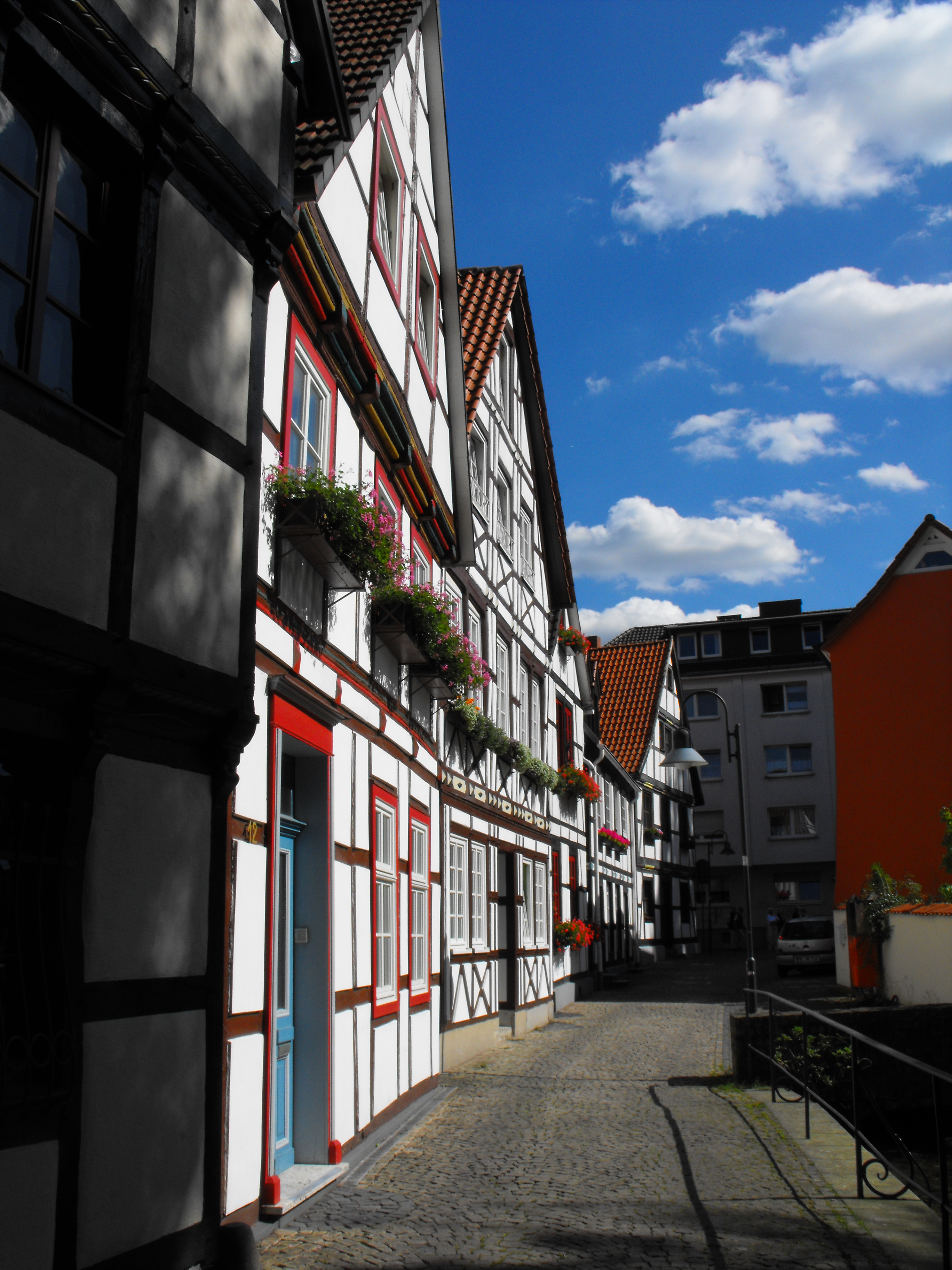
Ulice Auf den Dielen

## Partnerská města
- Belleville, Illinois, USA, 1990
- Bolton, Spojené království, 1975
- Debrecín, Maďarsko, 1994
- Le Mans, Francie, 1967
- Pamplona, Španělsko, 1992
- Přemyšl, Polsko, 1993
- Čching-tao, Čína, 2003